# Кокрек
Кокрек (по 1910-1915 —  Гофнунгсфельд) — село в Хасавюртовском районе Дагестана Россия.

## История
Хутор Гофнунгсфельд (нем. Hoffnungsfeld) образован в 1910 году. 50 семей немцев лютеран-реформаторов, прибывших из Бессарабии, приобрели 2776 десятин земли. Занимались виноградарством. В колонии имелась школа. 7 августа 1915 года колония Гофнунгсфельд переименована в хутор Надеждинский.
Колония покинута 1918—1919 году из-за набегов аварцев, и некоторое время часть земель бывшей колонии использовались андрейаульцами. При этом виноградники, некогда посаженные немцами, оказались заброшены, дома и хозяйственные постройки бывшей колонии разрушались. В 1926 году 49 семей немцев, бывших жителей колонии, обратились в ДагЦИК с просьбой разрешить вселение на прежнее место жительства. В целях сохранения высококультурных посадок (виноградников) комиссия ДагЦИК признала целесообразным разрешить вселение в бывшую колонию только 18 семей немцев. В 1928 году в посёлок Кокрек было переселено 14 хозяйств андийцев из Андийского округа. В 1929 году в поселке было создано 2 товарищества по обработке земли: имени 1 августа и Майрилов.

## Население
| 1914  | 1926 | 1939 | 1970  | 1989  | 2002  | 2010  |
| ----- | ---- | ---- | ----- | ----- | ----- | ----- |
| 189   | ↗292 | ↘233 | ↗1769 | ↗2812 | ↗3905 | ↗4807 |
| 2021  |      |      |       |       |       |       |
| ↗5168 |      |      |       |       |       |       |

По данным Всероссийской переписи населения 2010 года:
| № | Национальность | Численность, чел. | Доля |
| - | -------------- | ----------------- | ---- |
| 1 | аварцы         | 4660              | 97 % |
| 2 | другие         | 147               | 3 %  |